# Xanthostemon speciosus
Xanthostemon speciosus là một loài thực vật có hoa trong Họ Đào kim nương. Loài này được Merr. miêu tả khoa học đầu tiên năm 1904.